# Doruk
Doruk (türk. für „Gipfel, Höhepunkt“) ist ein türkischer männlicher Vorname und Familienname, der auch eine Lebensmittelmarke bezeichnet.

## Namensträger

### Vorname
- Doruk Çetin (* 1987), türkischer Regisseur, Schauspieler und Produzent

### Familienname
- Belgin Doruk (1936–1995), türkische Schauspielerin
- Cenap Doruk (1942–2016), türkischer Fußballspieler